# Sara Wesslin
Sara Wesslin (Finlândia, 7 de novembro de 1991) é jornalista Skolt Saami e âncora de notícias da Finlândia e uma forte defensora da língua Skolt Sámi, língua materna de sua avó Olga. Ela obteve financiamento do Ministério da Educação e Cultura da Finlândia para o Centro de Recursos Nórdicos para as línguas Sami.
Em outubro de 2019, ela foi uma das "mulheres mais inspiradoras e influentes do mundo" incluídas pela BBC em seu programa 100 Mulheres da BBC. Sara Wesslin usou seus recursos de mídia e seu acesso à cultura popular para ajudar a reviver a língua Skolt Sámi. Ela também se concentrou em ensiná-la a mulheres que ela acredita desempenharem um papel importante na manutenção do idioma em suas famílias. Em junho de 2020, ela foi selecionada para o prêmio One Young World Journalist of the Year.

## Contexto
Sara Wesslin, nascida na Finlândia no início da década de 1990, é jornalista de radiodifusão finlandesa Yle, onde começou a trabalhar na redação em 2013. Morando em Inari, no extremo norte da Finlândia, ela e é Erkki Gauriloff são os dois jornalistas que atualmente transmitem no rádio e na televisão falando em língua Skolt Sámi. Ela agora escreve histórias e apresenta notícias em Skolt Sámi, Northern Sami e finlandês. Sara ajudou Tiina Sanila-Aikio, presidente do Parlamento Sámi Finlandês, que também contribuiu para o renascimento da língua e da cultura Skolt Sámi.
Em 2006, poucas pessoas com menos de 30 anos falavam Skolt Sámi. Nos anos seguintes, Sara Wesslin promoveu o uso da língua no governo, na mídia e na vida profissional finlandesa. Quando apareceu no programa 100 Women da BBC, Sara ficou surpresa por ela ter sido incluída, comentando:
| “ | Quando você pensa sobre o mundo hoje em dia, quando línguas ameaçadas estão morrendo e desaparecendo o tempo todo, é uma espécie de privilégio que eu possa fazer o meu trabalho em Skolt Sámi, que é falado por cerca de 300 pessoas. | ” |

Sara explicou que os noticiários televisivos em Skolt Sámi foram bem recebidos pelo público, especialmente por aqueles que não utilizam a Internet, pois agora podem acompanhá-los na sua língua materna.